# Flavius Valerius (consul en 432)

Flavius Valerius est un homme politique et un sénateur de l'Empire romain d'orient.

## Famille
Il est le fils de Léontius, Sophiste à Athènes en 415 et de son épouse, sœur de Flavius Asclepiodotus. Il est ainsi le frère de l'impératrice Aelia Eudoxia et d'un Gessios (Gessius), préfet du prétoire d'Illyricum dans une période comprise entre 421 et 439.

## Biographie
Flavius Valerius est gouverneur de Thrace en 421, comte des affaires privée en Orient (de rebus privatis in Oriente) en 425 et comte des largesses sacré (comes sacrae largitionis) en 427.
Il est consul ordinaire en 432 avec pour collègue Flavius Aetiuset magister officiorum en 435.